# Sandra Myrna Díaz
Sandra Myrna Díaz es una bióloga argentina, que investiga en el área de la ecología vegetal y la biodiversidad y se especializa en el estudio del impacto del cambio ambiental global sobre la biodiversidad  vegetal de los ecosistemas. Ha tenido un papel protagónico en el desarrollo teórico y la implementación práctica del concepto de diversidad funcional, sus efectos sobre las propiedades ecosistémicas y su importancia social. Tiene una activa participación en diversas iniciativas de difusión pública de la problemática del cambio ambiental global, incluyendo publicaciones de difusión, entrevistas y en el diseño del currículo de cursos de grado y posgrado en la Argentina.
Muchos de sus trabajos se enfocan en el impacto de la crisis climática, los cambios de uso de la tierra y el deterioro de la biodiversidad en los ecosistemas, enfocándose en las plantas y se ha declarado en contra de los que niegan la crisis climática: "La evidencia es abrumadora. Negar el cambio climático pasa directamente por intereses muy poderosos, económicos y políticos, intereses creados."
Es Investigadora Superior del Consejo Nacional de Investigaciones Científicas y Técnicas (Conicet), Directora del Núcleo DiverSus de Investigaciones sobre Diversidad y Sustentabilidad. Ha sido editora asociada de la revista australiana Austral Ecology (que cubre investigaciones relacionadas con la ecología del hemisferio sur) y redactora jefe del Journal of Vegetation Science, órgano oficial de la Asociación Internacional para la Ciencia de la Vegetación. Ha sido conferencista invitada en más de 100 eventos científicos nacionales e internacionales.
Integra o ha integrado varias entidades científicas, entre las que se encuentran el Grupo Intergubernamental de Expertos sobre el Cambio Climático -al que fuera otorgado el Premio Nobel de la Paz en 2007-,, La Plataforma científico-Normativa sobre Biodiversidad y Servicios de los Ecosistemas (IPBES) la Academia de Ciencias de los Países en Desarrollo,  la Academia Nacional de Ciencias y  la Academia Nacional de Ciencias Exactas, Físicas y Naturales de la Argentina, además de ser uno de los ocho profesionales argentinos que pertenecen a la Academia Nacional de Ciencias de Estados Unidos. También es miembro de la Academia Francesa de Ciencias y la Royal Society del Reino Unido. Ha recibido doctorados honorarios de varias universidades argentinas (Facultad de Ciencias Exactas, Físicas y Naturales de la Universidad de Buenos Aires, Universidad Nacional de Córdoba, Universidad Nacional de Villa María y Universidad Nacional de Salta) y del exterior (Universidad de Grenoble, Universidad de Bologna).
Es una de los dos únicos científicos argentinos que figuran en el listado de los científicos más influyentes del mundo, preparado por las agencias Thomson Reuters y posteriormente Clarivate, que incluye a más de 6000 investigadores de 21 disciplinas. Este listado fue realizado mediante un sondeo de distintas plataformas de ciencia, donde se buscaron los trabajos científicos más mencionados entre los años 2002 y 2024.
En 2023 fue nombrada integrante del Consejo Asesor Científico Independiente del Secretario General de las Naciones Unidas, un cargo ad-honorem que ocupan sólo siete científicos independientes en el mundo.
En 2025 fue reconocida por la revista Time como una de las 100 personas más influyentes del mundo.

## Trayectoria

### Estudios
Egresó de la Escuela Normal de su ciudad natal y estudió en la Universidad Nacional de Córdoba, Argentina, donde se recibió de bióloga en 1984, de Profesora en Ciencias Biológicas en 1985 y obtuvo el título de doctora en Ciencias Biológicas (cum laude) en 1989 con una tesis doctoral sobre la recuperación post-disturbio en pastizales de altura y el laboreo de la tierra y uso pastoril.
Entre 1985 y 1991 fue becaria del Conicet en el Centro de Ecología y Recursos Naturales Renovables de dicha Universidad y en ese último año viajó a Inglaterra donde hasta 1993 fue investigadora posdoctoral en la Unit of Comparative Plant Ecology del Department of Animal and Plant Sciences en la University of Sheffield. Entre 1985 y 1993 fue docente auxiliar de primera y posteriormente jefe de Trabajos Prácticos de la Facultad de Ciencias Agropecuarias de la Universidad Nacional de Córdoba. 
De retorno a su país fue, entre 1993 y 1994, la responsable de la elaboración de la sección correspondiente a Pastizales sudamericanos del Segundo Informe de Evaluación del Panel Intergubernamental sobre Cambio Climático (SAR-IPCC). Al regresar también volvió a trabajar en la Universidad Nacional de Córdoba como profesora Adjunta y posteriormente Asociada y Titular en las cátedras de Ecología de Comunidades y Ecosistemas y de Biogeografía de la Facultad de Ciencias Exactas, Físicas y Naturales (Universidad Nacional de Córdoba), cargo en el que continúa.

### Trayectoria como investigadora

#### Década de 1990
Entre 1993 y 2000 fue Investigadora Asistente, Adjunta e Independiente del Consejo Nacional de Investigaciones Científicas y Técnicas (CONICET) en el Instituto Multidisciplinario de Biología Vegetal (IMBIV), Universidad Nacional de Córdoba. Fue y es directora de tesis de numerosos profesionales, tanto becarios doctorales, posdoctorales como investigadores del CONICET. Tiene una activa participación en diversas iniciativas de difusión pública de la problemática del cambio global, incluyendo publicaciones de difusión, entrevistas, diseño del currículo de cursos de grado y posgrado.
En 1994 y 1995 fue miembro del Comité de Expertos y miembro del Comité de Revisores Argentinos del Resumen para Ejecutores de Políticas del Segundo Informe de Evaluación del Panel Intergubernamental sobre Cambio Climático (Summary for Policy Makers, SAR-IPCC) y en este último año colaboró como co-coordinadora del Grupo de Ecosistemas Terrestres de la Reunión de Autores Principales del Grupo de Trabajo II (Impactos) del Panel Intergubernamental sobre el Cambio Climático (IPCC Working Group II, Charleston, EE. UU). Siempre dentro de la misma entidad fue co-coordinadora de la Sección Latinoamericana del Informe Especial sobre Impactos Regionales del Cambio Climático en 1996 y 1997 y la revisora Editorial del Tercer Informe sobre los Impactos del Cambio Climático (TAR) entre 1998 y 2001.
Entre 1997 y 2003 fue colíder de la Tarea 2.2.1 - «Respuestas de la vegetación al uso de la tierra y el disturbio» - del Foco 2 - «Estructura de los Ecosistemas» - del Global Change and Terrestrial Ecosystems Group, International Geosphere and Biosphere Program junto con Susan McIntyre de Australia y entre 1998 y 2005 fue  Editora Asociada de la revista australiana Austral Ecology, anteriormente llamada Australian Journal of Ecology.
En 1999 fue evaluadora de proyectos para National Geographic y para NERC en el Reino Unido y desde 2003 lo es para el Challenge Program del Consultative Group on International Agricultural Research (CGIAR).Entre 1999 y 2002 fue co-coordinadora - junto con F. Stuart Chapin y Laura Huenneke, de Estados Unidos,- de la Red de Experimentos de Remoción Relacionados con los Efectos de la Biodiversidad en el funcionamiento Ecosistémico (Core Research Project on Removal Experiments on the Role of Biodiversity in Ecosystem function), del Foco 4 del GCTE-IGBP.

#### Década de 2000
Entre 2000 y 2001 fue miembro de la Comisión Directiva de la Sociedad de Biología de Córdoba y entre 2001 y 2003 fue la Vicepresidenta de la Asociación Argentina de Ecología.
Entre 2000 y 2002 fue miembro de la Comisión Ad hoc de Evaluación en Ciencias Biomédicas del Conicet y en 2001 fue la consultora principal en el proyecto «Interacciones entre Uso de la Tierra y Cambio Climático en Argentina Central» de la Environmental Protection Agency de los Estados Unidos. También fue la consultora principal del «Plan de Manejo Integrado del Parque Nacional Quebrada del Condorito y la Reserva Hídrica Provincial Pampa de Achala» de la Administración de Parques Nacionales.
En 2002 fue la autora principal en el Grupo Técnico Ad. Hoc de la Convención sobre Diversidad Biológica Internacional para la preparación de un documento sobre Relaciones entre Biodiversidad y Cambio global. También ha sido Miembro del Roster de Expertos de la Convención sobre Diversidad Biológica de las Naciones Unidas.
En 2002 y 2003 fue Senior Research Associate en la Stanford University de Estados Unidos.
Entre 2002 y 2005 fue co-coordinadora de la Sección «Biodiversity Regulation of Ecosystem Services» del Millennium Ecosystem Assesment (UNEP-WCMC) junto a David Tilman de los Estados Unidos así como miembro de BIOMERGE (Biotic Mechanisms of Ecosystem Regulation in the Global Environment), coordinado por el Departamento de Ecología, Evolución y Biología Ambiental de la Universidad de Columbia en los Estados Unidos.
Entre 2003 y 2010 fue editora en jefe del Journal of Vegetation Science, órgano oficial de la Asociación Internacional para la Ciencia de la Vegetación, junto a J. B. Wilson, P. White y J. Bakker.
En 2004 fue nombrada representante experta en ecosistemas ante el IPCC Expert Meeting on the Science Related to UNFCCC Article 2 Including Key Vulnerabilities que se hizo en Buenos Aires y el mismo año fue la Evaluadora de proyectos para la Canadian Foundation for Climate and Atmospheric Sciences.
En 2004 fue coautora en el Biodiversity Synthesis Report to the Convention o Biological Diversity del Millennium Ecosystem Assesment (UNEP-WCMC) y miembro de la Comisión Asesora de la Comisión de Ciencias Naturales de la Agencia Córdoba Ambiente S. E. del Gobierno de la Provincia de Córdoba.
Además ha estado trabajando durante períodos breves en distintos organismos y universidades: Department of Geography and the Environment, University of Oxford, Centre d'Ecologie Fonctionnelle et Evolutive, Centre National de la Recherche Scientifique, Montpellier, Francia, University of Alaska at Fairbanks, EE. UU, Faculty of Agriculture, The Hebrew University of Jerusalem, Israel, New Zealand Pastoral Agriculture Research Institute y Massey University, Nueva Zelanda. Depto. Inv. Científicas y Tecnológicas, Universidad de Sonora, México, Imperial College at Silwood Park, Inglaterra, Unit of Comparative Plant Ecology, University of Sheffield, Inglaterra.
Tuvo una participación activa como representante experta, autora principal, autora principal coordinadora y revisora editorial en los Informes 2, 3 y 4 del Panel Intergubernamental sobre Cambio Climático (IPCC), de la Convención sobre Diversidad Biológica de las Naciones Unidas (CBD) y Millennium Ecosystem Assessment. En 2007 el Grupo Intergubernamental de Expertos sobre el Cambio Climático en el cual trabajaba ganó el Premio Nobel de la Paz. La función del Grupo Intergubernamental de Expertos sobre el Cambio Climático (IPCC) consiste en «analizar, de forma exhaustiva, objetiva, abierta y transparente, la información científica, técnica y socioeconómica relevante para entender los elementos científicos del riesgo que supone el cambio climático provocado por las actividades humanas, sus posibles repercusiones y las posibilidades de adaptación y atenuación del mismo».
Desde 2009 Díaz es miembro internacional de la Academia Nacional de Ciencias de los Estados Unidos. Díaz es la primera mujer de Argentina elegida para integrar la Academia Nacional de Ciencias de Estados Unidos. Desde 2010 es miembro de la Academia de Ciencias de los Países en Desarrollo, desde 2021 lo es de la Academia Latinoamericana de Ciencias y desde 2012 lo es de la Academia Nacional de Ciencias y de la Academia Nacional de Ciencias Exactas, Físicas y Naturales de la República Argentina. Desde 2016 es miembro de la Academia Francesa de Ciencias. Desde 2022 es miembro internacional de la Sociedad Filosófica Americana y desde 2023 lo es de la Academia Americana de Artes y Ciencias. Desde 2022 es miembro del Consejo Internacional para la Ciencia. 
Fue consultora para la Agencia de Protección Ambiental de EE. UU., la Administración de Parques Nacionales de Argentina, la National Environment Research Council de Inglaterra, la Canadian Foundation for Climate and Atmospheric Sciences, el Consultancy Group on International Agricultural Research (CGIAR), NEON Science and Human Dimensions Committee, Biodiversity Subcommittee, AIBS – USA y el Área de Biología Vegetal, Animal y Ecología de la Agencia Nacional de Evaluación y Prospectiva del Ministerio de Educación y Cultura de España.
En 2019 fue elegida miembro de la Royal Society, y el 5 de junio de ese mismo año ganó el premio Princesa de Asturias a la Investigación, uno de los galardones más prestigiosos del mundo al que puede aspirar un científico. El reconocimiento fue compartido con la estadounidense Joanne Chory. Una de sus contribuciones de éxito fue el desarrollo de TRY, la base de datos de los caracteres funcionales de las plantas más grande de la historia a escala mundial.  En diciembre del mismo, fue reconocida por la revista Nature como una de las 10 personas más relevantes de la ciencia del 2019, por su contribución en el área de ecología.
En 2025 fue reconocida por la revista Time como una de las 100 personas más influyentes del mundo. Este reconocimiento destacó su labor en la ecología y la biodiversidad, especialmente su enfoque innovador en el estudio de las plantas.

## Concepciones
Sandra Díaz descubrió, junto a un grupo de investigadores del CONICET y algunos colegas internacionales, una nueva herramienta metodológica que permite cuantificar los efectos y beneficios de la biodiversidad de las plantas. Esto habilita a los científicos a entender mejor los efectos de la biodiversidad de las plantas en los beneficios o perjuicios de un ecosistema determinado para la sociedad, aportando conocimientos al debate sobre el cambio en el uso de la tierra, el cambio climático y la necesidad de proteger la naturaleza. La biodiversidad aporta numerosas contribuciones para la gente, como combustible y material de construcción, regulación de plagas, medicinas, tinturas y suplementos alimenticios naturales, protección de cuencas hídricas, regulación de la calidad química y biológica del agua y goce estético y recreativo, sentido de identidad y mantención de opciones abiertas para el futuro.
Sandra Díaz lideró el grupo que construyó el espectro global de forma y función de las plantas. Su artículo al respecto en la revista Nature presentó el primer panorama mundial de la biodiversidad funcional esencial de las plantas vasculares. Allí identificó patrones generales de especialización en plantas que se repiten más allá de los linajes a los cuales las plantas perteneces. Estos patrones generales permiten navegar la enorme variedad de plantas y a la vez entender cómo éstas afectan los ecosistemas y reaccionan al ambiente. 
Sandra Díaz ha realizado diversas comparaciones trans-regionales desde el punto de vista de los caracteres de la vegetación y ha desarrollado la base de datos de caracteres de plantas más completa de América Latina. También estableció uno de los primeros experimentos en América sobre el papel de diversidad biológica en el funcionamiento de un ecosistema.Es co-fundadora y miembro del comité directivo de TRY, el primer y más grande repositorio comunitario de información sobre caracteres de plantas, una iniciativa que ha servido a decenas de miles de proyectos en el mundo.
Investiga las interrelaciones entre la biodiversidad y los cambios ambientales globales, entendiendo por tales no solo cambios de clima sino cambios del uso de la tierra. Para ella «la biodiversidad influye directamente en nuestra capacidad de contrarrestar el cambio global», por eso investiga «cómo los organismos que viven en un lugar afectan la productividad y la fertilidad de un sistema, la capacidad de ese sistema de persistir, de regularse y de producir beneficios a distintos actores de la sociedad». Le interesa ver que pasa cuando cambian las especies vegetales que predominan en un sitio determinado. Esto tiene aplicaciones prácticas, por ejemplo, «algunos entes gubernamentales están muy interesados en el secuestro de carbono, es decir, tratar de conservar la mayor cantidad de carbono dentro de los ecosistemas para que no se vaya a la atmósfera y contribuya al calentamiento global».
Sandra Díaz ha realizado importantes aportes al conocimiento inter- y transdisciplinario en torno a la biodiversidad y la heterogeneidad social. En 2015 lideró la construcción del marco conceptual pluralista de IPBES, que se usa como estructura para todos los Informes Intergubernamentales de IPBES. Este marco permitió un acercamiento inédito entre las ontologías, epistemologías y conocimiento empírico de numerosas disciplinas y actores sociales, como aporte a la discusión equitativa de problemas y alternativas en torno a la relación entre seres humanos y la naturaleza viviente. Entre 2019 y 2020 lideró un grupo de más de 60 expertos en biodiversidad de todo el mundo, quienes aportaron elementos técnicos fundamentales en la construcción del Global Biodiversity Framework, establecido por el Convenio sobre la Diversidad Biológica en 2022.
En 2019 y 2022, propuso formalmente la idea del "tapiz de la vida sobre la Tierra" para referirse a la naturaleza y la biodiversidad de un modo inclusivo e intuitivo, que enfatiza las conexiones entre todos los seres vivos y entre los procesos ecológicos y los sociales.

## Premios
- Premio beca Guggenheim Fellow otorgada por la John S. Guggenheim Memorial Foundation de Estados Unidos en 2002.
- Premio Lorenzo R. Parodi correspondiente al bienio 1995-1996, otorgado por la Sociedad Argentina de Botánica. Este premio estímulo, que lleva el nombre del botánico argentino Lorenzo R. Parodi fue creado por la Sociedad Argentina de Botánica en 1978 con el propósito de alentar a los jóvenes que han decidido consagrarse a la investigación.
- Premio Diez Jóvenes Sobresalientes del año 1995 otorgado por la Bolsa de Comercio de la provincia de Córdoba.
- Bell Ville la declaró «Vecina Ilustre Destacada», a través de la Ordenanza N.º 1573/07.
- Homenaje en la Legislatura.[35]
- Premio Cozzarelli 2007 otorgado por la Academia Nacional de Ciencias de Estados Unidos.[36]
- Premio Nobel 2007 otorgado al Grupo Intergubernamental de Expertos sobre el Cambio Climático del que era miembro.[37]
- Premio Sustentabilidad 2008 como miembro integrante del Panel Intergubernamental sobre el Cambio Climático, otorgado por la Sociedad de Ecología de Estados Unidos.
- Premio Mujer Destacada del año de la provincia de Córdoba en 2012.[38]
- Premio Konex de Platino en Biología y Ecología, Fundación Konex, 2013.[7][6][39]
- Premio Internacional Zayed al Liderazgo en Medio Ambiente, como miembro de la Valuación de los Ecosistemas del Milenio, por promover el desarrollo sostenible y proteger el medio ambiente. El Premio Zayed, que otorga el Jurado Internacional Zayed y dotado de un millón de dólares, fue creado por Sheik Mohammad Bin Rashid Al Maktoum, príncipe de Dubái y ministro de Defensa de los Emiratos Árabes Unidos, para impulsar el compromiso con el medio ambiente del sultán Sheik Zayed Bin. El galardón se ha concedido al expresidente de Estados Unidos, Jimmy Carter, a la BBC de Londres y al Secretario General de la ONU, Kofi Annan.[40]
- Premio Bernardo Houssay 2013.[41]
- Miembro Honorario de la Sociedad Británica de Ecología 2013.
- Miembro Extranjero de la Academia de Ciencias de Francia (2015).[42]
- Premio Ramón Margalef de Ecología 2017 del Gobierno de Catalunya.
- Miembro de la Royal Society (2019).[26][25]
- Premio Princesa de Asturias de Investigación Científica y Técnica 2019,  junto con la bióloga estadounidense Joanne Chory.[43]
- Premio Fundación BBVA Fronteras del Conocimiento en Ecología y Biología de la Conservación en 2021, junto a Sandra Lavorel y Mark Westoby.[44]
- Medalla Linneana, distinción de la Sociedad Linneana de Londres.[45]
- Premio Konex de Platino en Ecología y Ciencias Ambientales, Fundación Konex, 2023.[46]
- Premio Konex de Brillante en Ciencia y Tecnología, Fundación Konex, 2023.[47]
- Premio Tyler al Logro Ambiental, Tyler Foundation, EE. UU.[48][49]

## Obras
Díaz ha publicado, desde 1987, más de 200 artículos en revistas científicas con revisión de pares,  incluyendo las revistas Nature, Science, Ecology letters, Proceeedings of the National Academy of Sciences USA, Ecology, Journal of Ecology, Functional Ecology, Trends in Ecology and Evolution, Oecologia, Global Change Biology, Journal of Vegetation Science, Journal of Applied Ecology entre otras, y artículos pedagógicos y una veintena de capítulos en libros internacionales relacionados con el cambio global y la biodiversidad. Co-dirigió el Primer Informe Mundial sobre la Biodiversidad y los Servicios de los Ecosistemas de IPBES.